# Georgette Heyer
Georgette Heyer (16. srpna 1902 Wimbledon – 4. července 1974 Londýn) byla anglická spisovatelka historických románů a detektivek. Psát začala v roce 1921, kdy z příběhu pro svého mladšího bratra vytvořila román The Black Moth. V roce 1925 si vzala George Ronalda Rougiera. Spolu žili několik let v Tanganice v Africe a v Makedonii, v roce 1929 se vrátili do Anglie. Poté, co se její román These Old Shades stal populárním, se Heyer rozhodla, že pozornost veřejnosti není nutná k tomu, aby se její knihy dobře prodávaly. Po zbytek svého života tak odmítala poskytovat rozhovory.
Heyer v podstatě založila jeden ze subžánrů historického románu, historickou romanci. Částečně byla inspirována Jane Austenovou, ale na rozdíl od Austenové, která psala o době, ve které žila, Heyer byla nucena do svých knih hojně vkládat pasáže o daných dobách, aby čtenáři pochopili prostředí, v němž se děj odehrává. Aby si mohla být jistá jejich správností, sbírala Heyer odborné práce a vedla si detailní poznámky.